# Pyrinia copiosata
Pyrinia copiosata là một loài bướm đêm trong họ Geometridae.